# Joachim Raff

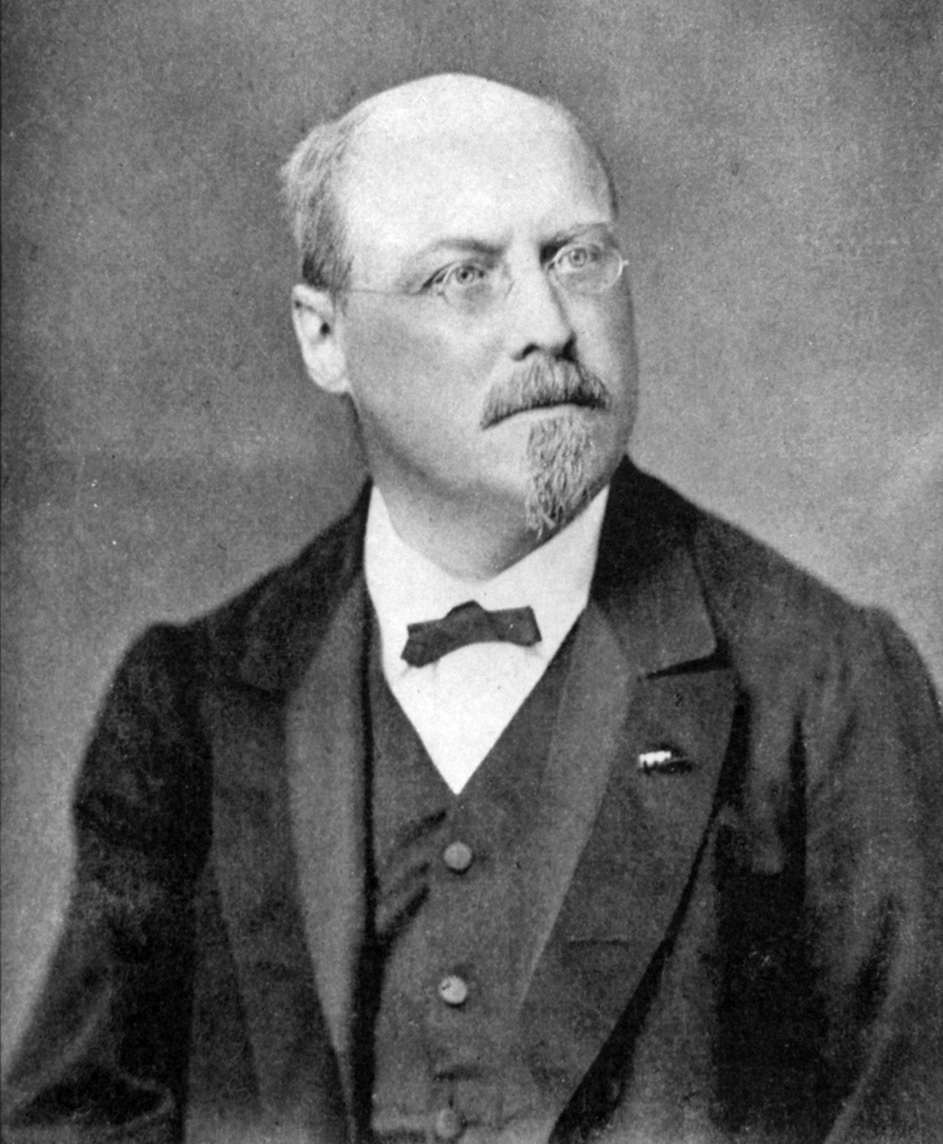
Joseph Joachim Raff

Joseph Joachim Raff (n. 27 mai 1822 - d. 25 iunie 1882) a fost un compozitor, pedagog și pianist german-elvețian.

## Biografie
Joachim Raff s-a născut în Lachen, Elveția. Tatăl său, un profesor, s-a stabilit aici din Württemberg în 1810 pentru a evita recrutarea forțată în armată pentru a lupta de partea lui Napoleon în Rusia. Joachim Raff a fost în mare parte un autodidact, învățând muzica în timp ce lucra în Schmerikon, Schwyz și Rapperswil. A trimis o parte dintre compozițiile sale pentru pian lui Felix Mendelssohn care le-a recomandat celor de la Breitkopf & Härtel pentru publicare. Acestea au fost publicate în 1844 și au primit o recenzie pozitivă din partea lui Robert Schumann în jurnalul său,  Neue Zeitschrift für Musik. Aceste păreri favorabile l-au determinat pe Raff să se stabilească la Zürich pentru a se dedica exclusiv compoziției.
În 1845 Raff a mers pe jos până la Basel pentru a asculta interpretarea la pian lui Franz Liszt. După o perioadă în care a locuit în Stuttgart unde a devenit prieten cu renumitul dirijor Hans von Bülow, a început să lucreze ca asistentul lui Liszt la Weimar din 1850 până în 1853. În această perioadă l-a ajutat pe Liszt să orchestreze diferite lucrări, spunând că a avut un rol important în orchestrarea poemului simfonic Tasso. În 1851 a avut loc la Weimar premiera operei lui Raff, König Alfred, iar cinci ani mai târziu s-a mutat la Wiesbaden unde s-a ocupat exclusiv de compoziție. Începând cu 1878 a fost profesor și directorul Conservatorului Hoch din Frankfurt. Aici a numit profesori anumiți muzicieni eminenți, printre care Clara Schumann, și a înființat o clasă exclusiv pentru femeile compozitoare; aceasta era în perioada în care femeile compozitoare nu erau abordate la modul serios. Printre elevii săi s-au numărat Edward MacDowell și Alexander Ritter.
Joachim Raff a decedat la Frankfurt în noaptea de 24 spre 25 iunie 1882 la vârsta de 60 în urma unui atac de cord și este înmormântat la cimitirul Hauptfriedhof Frankfurt am Main.

## Compoziții
Raff a fost foarte prolific iar la momentul morții sale era unul dintre cei mai cunoscuți compozitori germani. Astăzi, însă, aproape toate lucrările sale sunt uitate. Singura sa lucrare interpretată cu o anumită regularitate este Cavatina pentru vioară și pian, interpretată uneori ca bis. A fost influențat de mai multe surse - simfoniile sale, de exemplu, combină forma clasică de simfonie cu muzica programatică a romantismului și contrapunctul specific perioadei baroce. Majoritatea acestor simfonii poartă un nume descriptiv precum În pădure (Nr. 3), Lenore (Nr. 5) sau În Alpi (Nr. 7). Ultimele sale simfonii formează un cvartet de lucrări bazate pe cele patru anotimpuri ale anului.
Simfonia Lenore, celebră la vremea respectivă, a fost inspirată după balada cu același nume a lui Gottfried August Bürger, baladă ce a inspirat lucrările altor compozitori, inclusiv Franz Liszt. Prima înregistrare a simfoniei a fost realizată între 27 și 29 mai 1970 de către Orchestra Filarmonică din Londra sub bagheta lui Bernard Herrmann.
Richard Strauss a fost elevul lui Hans von Bülow, un prieten de-al lui Raff, și se spune că primele lucrări ale lui Strauss au fost influențate de Raff. De exemplu, Simfonia nr. 7 a lui Raff În Alpi (1877) poate fi comparată cu Simfonia alplină (1915) a lui Strauss.
Raff a compus muzică aparținând și altor genuri, inclusiv concerte, opere, muzică de cameră și lucrări pentru pian solo. 

## Lucări
Printre lucrările lui Raff se numără:

### Simfonii
- Simfonia nr. 1 în Re major, Op. 92 An Das Vaderland
- Simfonia nr. 2 în Do major, Op. 140
- Simfonia nr. 3 în Fa major, Op. 153 Im Walde
- Simfonia nr. 4 în Sol minor, Op. 167
- Simfonia nr. 5 în Mi major, Op. 177 Lenore
- Simfonia nr. 6 în Re minor, Op. 189 Gelebt, Gestrebt, Gelitten, Gestritten, Gestorben, Umworbe
- Simfonia nr. 7 în Si bemol major, Op. 201 In den Alpen
- Simfonia nr. 8 în La major, Op. 205 Frühlingsklänge
- Simfonia nr. 9 în Mi minor, Op. 208 Im Sommer
- Simfonia nr. 10 în Fa minor, Op. 213 Zur Herbstzeit
- Simfonia nr. 11 în La minor, Op. 214 Der Winter

### Concerte
- Konzertstück "La Fée d'amour" pentru vioară și orchestră, Op. 67
- Konzertstück "Ode au printemps" în Sol major pentru pian și orchestră, Op. 76
- Concertul pentru vioară nr. 1, Op. 161
- Suită pentru vioară și orchestră, Op. 180
- Concertul pentru pian în Do minor, Op. 185
- Concertul pentru violoncel nr. 1, Op. 193
- Suită în Mi bemol major pentru pian și orchestră, Op. 200
- Concertul pentru violoncel nr. 2, WoO. 45
- Concertul pentru vioară nr. 2, Op. 206

### Muzică de cameră
- Cvartetul de coarde nr. 1, Op. 77
- Cvartetul de coarde nr. 2, Op. 90
- Trioul de pian nr. 1, Op. 102
- Cvintet de pian, Op. 107
- Trioul de pian nr. 2, Op. 112
- Cvartetul de coarde nr. 3, Op. 135
- Cvartetul de coarde nr. 4, Op. 136
- Cvartetul de coarde nr. 5, Op. 137
- Trioul de pian nr. 3, Op. 155
- Trioul de pian nr. 4, Op. 158
- Octet de coarde, Op. 176
- Sextet de coarde, Op. 178
- Sinfonietta pentru 10 instrumente de suflat, Op. 188
- Cvartetul de coarde nr. 6, Op. 192 Nr. 1
- Cvartetul de coarde nr. 7, Op. 192 Nr. 2
- Cvartetul de coarde nr. 8, Op. 192 Nr. 3
- Cvartetul de pian nr. 1, Op. 202, Nr. 1
- Cvartetul de pian nr. 2, Op. 202, Nr. 2

### Opere
- König Alfred (Weimar, 9 martie 1851)
- Dame Kobold (Weimar, 1870)
- Benedetto Marcello